# Illír címerkönyv

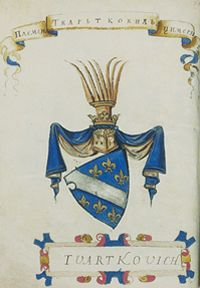
Tvartkó címer az Illír címerkönyv Stanislav Rubčić-féle változatából

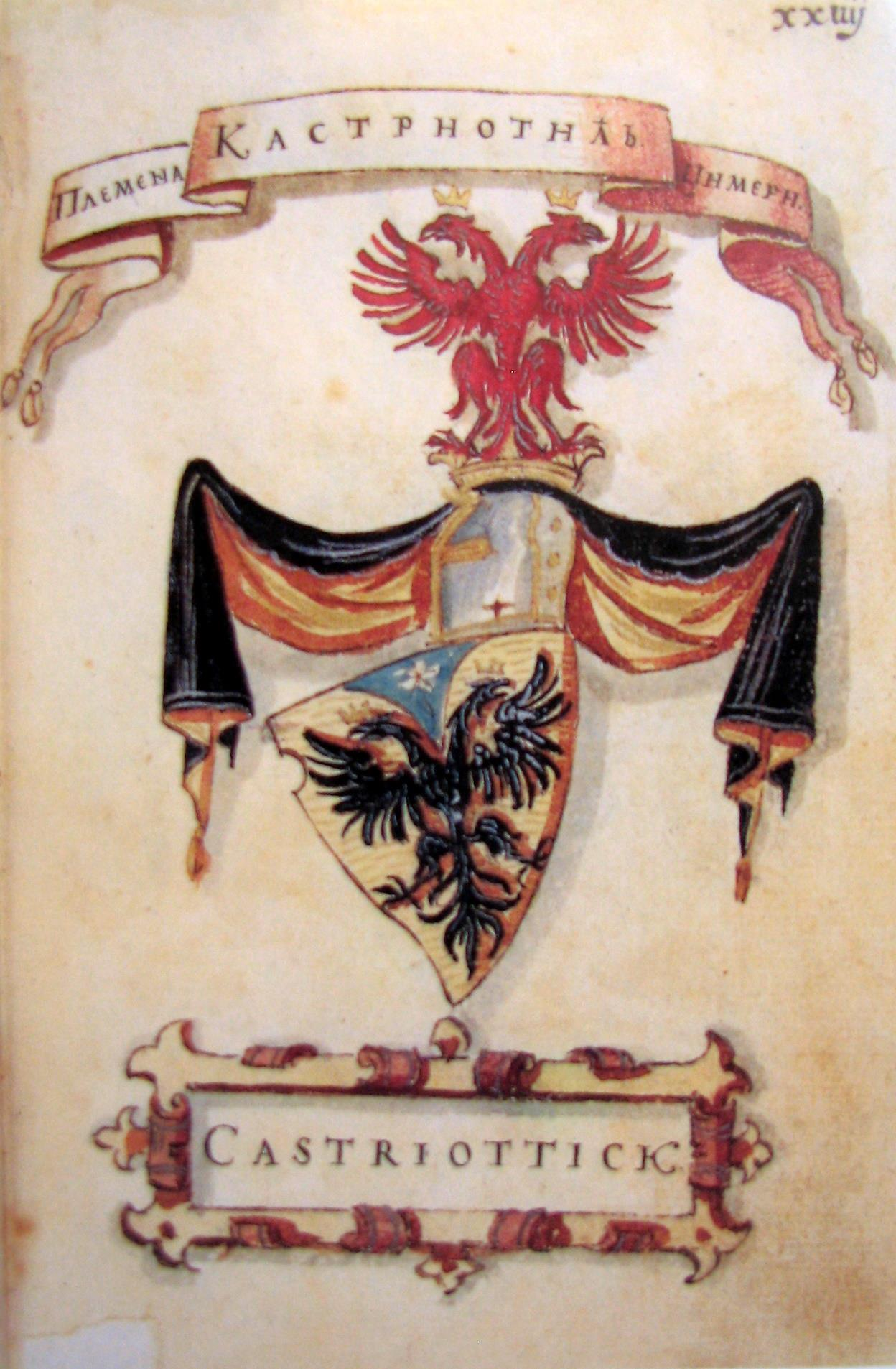
A Kasztrióta család címere az Illír címerkönyv Korenić-Neorić-féle változatából (1595)

Az Illír címerkönyv a balkáni heraldika legrégibb és legfontosabb címertani forrása. Az eredeti példány valahol Nápolyban elveszett, de számos másolata maradt fenn. A legrégibb ismert másolat az ún.  „Kor(j)enič — Neorič” példány 1595-ből, mely ma a zágrábi egyetemi könyvtárban található P. 4084-es szám alatt. Nem tudjuk, ki volt Korenič vagy Neorič. Talán raguzai heraldikai író, aki Petar Ohmucevič rokonának példányát másolta le vagy egyenesen számára készült a másolat, melyet később az ő nevével láttak el. A Korenič — Neorič példány első helyén 11 országcímer áll, az „országok és a szent törzsek jelképei“, melyeket klülönféle fejedelmek, területi vezetők, hercegek, királyok, urak és más személyek családi címere követ. A címerkönyv Macedónia, Szerbia, Bulgária, Horvátország és más országok, császárok, cárok, hercegek, fejedelmek stb. (kitalált) címerét is tartalmazza, akik egykor a Soca és a Fekete-tenger közti területet uralkodtak. A címerek színesek, fekete-fehérek vagy vegyesek. A címer szó megnevezésére másolataiban a magyar eredetű tsimeri szót használták.

## A címerkönyv eredete
Az eredeti példányt a horvát eredetű Ohmučevič családhoz kötik, akik a török hódításkor Boszniából a Raguzai Köztársaságba menekültek. Itt gazdag hajóépítő- és kereskedőcsaláddá váltak. Főleg gabonát szállítottak a macedón területekről és Thesszáliából Raguzába és Itáliába. A legfontosabb közülük Petar Ohmučevič volt (spanyolul Don Pedro), aki felajánlotta szolgálatait Spanyolországnak. Indiába hajózott, részt vett Portugália 1580-as meghódításában,  a spanyol armada angliai inváziójakor 12 nagy hajóból álló egységet vezetett és végül  tengernagyi rangot kapott. Családját ennek ellenére nem fogadták be a spanyol nemességbe.
Mivel nemességéhez apai és anyai ágon is 4-4 nemesi őst kellett kimutatnia, az 1580-as évektől különféle hamis és valós  családfákat, címereket és okiratokat kezdett gyűjteni.  Azt igyekezett bizonyítani, hogy Hrelja Ohmučevič herceg, a macedóniai Kostur (Kastorja) bánjának leszármazója, akit a népdalok Relja Krilatica, 'Relja a szárnyaló madár' néven említenek.  Petar  Ohmučevič szerint 1349-ben dédapja, Relja Ohmučevič Dusán szerb királytól a báni (kormányzó) címmel együtt „bölcs és lovagias szolgálataiért” megkapta a Kostur (Kastoria), Lerin (Florina), Novigrad és Prilep városok, valamint az összes macedón tartomány  fölötti uralmat. A valóságban Dusán király a déli macedón területek meghódításakor saját humi és trebinjei bizalmasainak adományozott birtokot. A boszniai Relja Ohmučevič is ekkor lett Kostur hercege (Duca du Kastoria) az újonnan meghódított macedón területen.
Petar Ohmučevič öt hamis oklevelet szerzett, de ezek még nem voltak elegendőek nemessége elismertetéséhez. Ezért magának és rokonainak is címert készíttetett, ami egyben az illír heraldika kezdetét jelenti. A kitalált és összegyűjtött címereket egy könyvben gyűjtötte össze. Azt állította, hogy ez 1340-ből származik és a macedóniai Athosz-hegyi kolostor szent könyvei között találták. Azt igyekezett bizonyítani, hogy családja Kostur környékén rendelkezett birtokokkal és így a török uralom megszűnése után azokra joggal tart igényt. 1584 és 1594 között így jött tehát létre az Illír címerkönyv. Melyet az európai címerkönyvek mintájára a szerzetesek állítottak össze. 
A címerkönyv politikai célja az illírek, azaz a balkáni szlávok egységének heraldikai kifejezése és ezzel Ohmučevič az illirizmus első képviselője.